# Tre dollari di piombo
Tre dollari di piombo è un film del 1964 diretto da Pino Mercanti.

## Trama
Rudy Wallace, un cowboy che ha un conto in sospeso con un ricco e spietato Morrison, che gli ha ucciso il padre. Ma in mezzo ai due, si mette in mezzo anche lo sceriffo, deciso a impedire la vendetta.